# Grabówiec (powiat pułtuski)
Grabówiec – wieś w Polsce położona w województwie mazowieckim, w powiecie pułtuskim, w gminie Pułtusk. Ma status sołectwa.
W latach 1975–1998 miejscowość należała administracyjnie do województwa ciechanowskiego.
Miejscowość oddalona jest od miasta Pułtusk o około 4 km. Na terenie Grabówca znajdują się zbiorniki wodne „Żwirownia”. Nazwa miejscowości pochodzi od wykarczowanych na jego terenie drzew tj. grabów. Na miejscowość składają się lokalne nazwy części wsi: Budy (centralna część miejscowości wzdłuż głównej ulicy), Nowiny, Stara Wieś, Grądy. W miejscowości znajduje się leśniczówka.